# 鹿児島市立川上小学校
鹿児島市立川上小学校（かごしましりつ かわかみしょうがっこう）は、鹿児島県鹿児島市川上町にある市立小学校。

## 概要
鹿児島市の北部にある小学校であり、周辺には緑ケ丘や西伊敷などの新興住宅地が広がっている一方、学校の周辺は田畑が広がっており、その中央を九州自動車道が通っている。2017年現在では児童数は606人が在籍しており、学級数は1学年あたり3学級から4学級ある。

## 沿革
- 1879年（明治12年） - 吉野村が村内の各地に学校を設置することとなり、菅原小学校、日枝小学校、原小学校、小鷹小学校を設置する。
- 1886年（明治19年） - 菅原小学校と原小学校が統合し菅原簡易小学校と改称。
- 1893年（明治26年）7月 - 川上簡易小学校と菅原簡易小学校を統合し川上尋常小学校と改称。
- 1923年（大正12年）4月 - 高等科を併設する。
- 1934年（昭和9年）8月1日 - 吉野村が鹿児島市に合併するに伴い鹿児島市立川上尋常高等小学校に改称。
- 1941年（昭和16年）4月1日 - 鹿児島市立川上国民学校に改称。
- 1947年（昭和22年）4月1日 - 学校教育法施行に伴い鹿児島市立川上小学校に改称

## 委員会活動
| - 総務委員会 - 情報委員会 - 図書委員会 - 放送委員会 - 保健委員会 | - 体育委員会 - 給食委員会 - 飼育委員会 - 生活安全委員会 - 環境美化委員会 - 栽培委員会 |  |

## 生徒数
以下の生徒数遷移表は川上小学校HP 学校紹介にある記述の一部より作成。
凡例
|  | 生徒数（人） |

| 1893年 | 147   |  |
| 1903年 | 334   |  |
| 1913年 | 584   |  |
| 1923年 | 837   |  |
| 1933年 | 1,044 |  |
| 1942年 | 1,038 |  |
| 1952年 | 912   |  |
| 1962年 | 915   |  |
| 1972年 | 712   |  |
| 1982年 | 1,342 |  |
| 1992年 | 1,034 |  |
| 2002年 | 561   |  |
| 2001年 | 528   |  |

## 通学区域
- 岡之原町の一部
- 緑ケ丘町の全域
- 川上町の一部
- 下田町の一部